# So Kyong-jin
So Kyong-jin ((서경진?, 徐景進?); 8 gennaio 1994) è un calciatore nordcoreano, centrocampista del Sobaeksu.